# Пожорита (комуна)
Пожорита (рум. Pojorâta) — комуна у повіті Сучава в Румунії. До складу комуни входять такі села (дані про населення за 2002 рік):
- Валя-Путней (364 особи)
- Пожорита (2745 осіб)

Комуна розташована на відстані 346 км на північ від Бухареста, 60 км на захід від Сучави.

## Населення
За даними перепису населення 2002 року у комуні проживали 3109 осіб.
Національний склад населення комуни:
| Національність | Кількість осіб | Відсоток |
| -------------- | -------------- | -------- |
| румуни         | 3060           | 98,4%    |
| цигани         | 24             | 0,8%     |
| німці          | 22             | 0,7%     |
| українці       | 1              | < 0,1%   |

Рідною мовою назвали:
| Мова       | Кількість осіб | Відсоток |
| ---------- | -------------- | -------- |
| румунська  | 3066           | 98,6%    |
| циганська  | 24             | 0,8%     |
| німецька   | 16             | 0,5%     |
| українська | 2              | 0,1%     |

Склад населення комуни за віросповіданням:
| Релігія            | Кількість осіб | Відсоток |
| ------------------ | -------------- | -------- |
| православні        | 3009           | 96,8%    |
| римо-католики      | 53             | 1,7%     |
| п'ятдесятники      | 22             | 0,7%     |
| баптисти           | 13             | 0,4%     |
| адвентисти         | 8              | 0,3%     |
| греко-католики     | 2              | 0,1%     |
| лютерани           | 1              | < 0,1%   |
| не вказали релігію | 1              | < 0,1%   |